# Asier Salcedo
Asier Salcedo (Vitoria, Álava, 9 de abril de 1980) es un exfutbolista español. Jugaba de medio, tanto en el centro como en la banda izquierda, y que se retiró en la temporada 2012-2013 en las filas del Portugalete en 3ª División. Su hermano Raúl Salcedo también fue futbolista en 2ªB y 3.ª

## Trayectoria
Se inició en el fútbol en las categorías inferiores del C.F. San Ignacio de su barrio de Vitoria para pasar posteriormente a la cantera del Alavés. Formó parte de una de las mejores generaciones formadas en Ibaia proclamándose subcampeón de la Copa del Rey Juvenil en 1997 bajo la batuta de Natxo González.
En la temporada 1999-2000 debutó con el Alavés "B" en 2ªB, convirtiéndose pronto en uno de los jugadores más destacados del equipo. Esa misma temporada llegó a disputar 5 partidos con el Alavés en 1ª División, en la temporada que el equipo se clasificó por primera vez en la historia para la Liga Europea de la UEFA UEFA. Tras dos temporadas más en el filial albiazul, en verano de 2002 recaló en el Alicante C.F. (2ªB).
Un año después fichó por el Pontevedra C.F. (2ªB), donde tras proclamarse campeón de grupo consiguió el primer ascenso a 2ª División en 27 años para los gallegos. En la temporada 2004-05, regresó con la camisola granate a Mendizorroza por primera vez desde su salida.
Tras el descenso del conjunto gallego y tras dos temporadas en Pasarón, firmó por S.D. Ponferradina (2ªB), consiguiendo con el equipo berciano su segundo ascenso a 2ª División. en su carrera y el primer ascenso del equipo en su historia. Finalmente, al igual que con el Pontevedra C.F., la aventura terminó con el descenso del equipo y su marcha del club.
En verano 2007 fichó por el Logroñés C.F. (2ªB), dentro de un ambicioso proyecto que terminó desastrosamente con el descenso del equipo riojano, aunque Salcedo destacó con una buena temporada y consiguiendo su mejor registro goleador de su carrera.
En la temporada 2008-09 recaló en el Real Unión de Irún (2ªB) consiguiendo su tercer ascenso en seis temporadas y llevando al club fronterizo al fútbol profesional después de más de 40 años. La siguiente temporada, la de su regreso a 2ª División, acabó con su cuarto descenso en seis temporadas.
Tras muchas rumorología, en junio de 2010 fichó por el Deportivo Alavés, el club de sus amores que disputaba su segunda temporada en 2ªB. Tras dos temporadas contando con una importante presencia, llegando incluso a ser el capitán del Alavés, en el mercado invernal de la temporada 2012-13 abandonó la entidad babazorra destino al Portugalete (3.ª) en busca de minutos. Finalizada la temporada cuelga las botas.
| Club               | Categoría | País   | Año       | Partidos | Goles |
| ------------------ | --------- | ------ | --------- | -------- | ----- |
| D. Alavés "B"      | 2ªB       | España | 1999-2000 | 30       | 8     |
| D. Alavés          | 1.ª       | España | 1999-2000 | 5        | 0     |
| D. Alavés "B"      | 2ªB       | España | 2000-2001 | 35       | 3     |
| D. Alavés "B"      | 2ªB       | España | 2001-2002 | 37       | 5     |
| Alicante C.F.      | 2ªB       | España | 2002-2003 | 31       | 3     |
| Pontevedra C.F.    | 2ªB       | España | 2003-2004 | 27       | 3     |
| Pontevedra C.F.    | 2.ª       | España | 2004-2005 | 24       | 1     |
| S.D. Ponferradina  | 2ªB       | España | 2005-2006 | 36       | 6     |
| S.D. Ponferradina  | 2.ª       | España | 2006-2007 | 30       | 0     |
| Logroñés C.F.      | 2ªB       | España | 2008-2009 | 36       | 10    |
| Real Unión de Irún | 2ªB       | España | 2009-2010 | 28       | 0     |
| Real Unión de Irún | 2.ª       | España | 2010-2011 | 19       | 0     |
| D. Alavés          | 2ªB       | España | 2011-2012 | 36       | 2     |
| D. Alavés          | 2ªB       | España | 2012-2013 | 33       | 2     |
| D. Alavés          | 2ªB       | España | 2013-2014 | 5        | 0     |
| Portugalete        | 3.ª       | España | 2013-2014 | ¿?       | ¿?    |

## Palmarés
- 2 campeonatos de 2ªB (Pontevedra C.F. y Real Unión de Irún)
- 3 ascenso a Segunda División  (Pontevedra C.F., S.D. Ponferradina y Real Unión de Irún)